# Ossigeno (Raf)
Ossigeno è un brano musicale scritto ed interpretato da Raf.
Il singolo reso disponibile per le piattaforme digitali e per la trasmissione radiofonica il 29 agosto 2008, anticipa l'uscita dell'album Metamorfosi, pubblicato il 26 settembre.
Il 5 ottobre Ossigeno è risultato essere il brano più trasmesso dalle radio italiane, secondo i rilevamenti di Music Control.

## Il video
Il video prodotto per il brano Ossigeno, diretto da Gaetano Morbioli, racconta la storia di un tuffatore seguendolo fin dall'infanzia. Alle sequenze principali della storia del video, ne vengono alternate altre in cui è possibile vedere Raf, eseguire il brano al pianoforte.

## Classifiche
| Posizione | 33 | 32 | 24 | 19 | 16 | 13 | 16 | 20 | 31 | 40 |  |

## Tracce
1. Ossigeno – 4:05